# Ben Platt
Benjamin Schiff "Ben" Platt (Los Angeles, 24 september 1993) is een Amerikaans acteur en zanger. Platt begon op jonge leeftijd met acteren en was te zien in de Broadway-producties van The Music Man (2002), The Book of Mormon (2012-2013), en Dear Evan Hansen (2015-2017). Dear Evan Hansen heeft Platt meerdere awards opgeleverd, waaronder een Emmy-, Grammy- en Tony-Award. Hiermee is hij slechts een Oscar verwijderd van de prestigieuze EGOT-status.
Platt is ook te zien als Benji Applebaum in de muzikale films Pitch Perfect (2012) en Pitch Perfect 2 (2015). Daarnaast speelt Platt sinds 2019 de hoofdrol in de Netflix-original serie The Politician.
Na zijn werk bij Dear Evan Hansen sloot Platt in 2017 een deal met Atlantic Records, en bracht in maart 2019 zijn debuutalbum Sing To Me Instead uit. In juni 2020 verscheen de film Ben Platt: Live from Radio City Music Hall, op Netflix. Op 13 augustus 2021 volgde zijn tweede album: Reverie.
In 2022 keerde Ben Platt terug op het toneel, in de New York City Centre-productie van de musical Parade als Leo Frank. Deze korte productie, lopend van 1 november tot 6 november 2022, werd goed ontvangen, en op 10 januari 2023 werd aangekondigd dat de voorstelling dat jaar op Broadway zou worden hernomen - opnieuw met Platt in de hoofdrol van Leo Frank. 

## Privé
Ben Platt werd in 1993 geboren in Los Angeles als vierde van de vijf kinderen van Marc Platt en Julie Beren, een Joodse familie. Platt volgde studies aan de private Harvard-Westlake School in Los Angeles waar hij in 2011 afstudeerde.
Sinds januari 2020 is Platt samen met Dear Evan Hansen-opvolger Noah Galvin, met wie hij zich op 25 november 2022 verloofde.

## Filmografie
- 2012: Pitch Perfect als Benji Applebaum
- 2015: Pitch Perfect 2 als Benji Applebaum
- 2015: Ricki and the Flash als Daniel
- 2019-2020: The Politician als Payton Hobart
- 2021: Dear Evan Hansen als Evan Hansen
- 2023: Theater Camp als Amos Klobuchar

## Theater
- 2002 The Music Man als Winthrop Paroo (Los Angeles)
- 2012 - 2015 The Book of Mormon als Elder Cunningham (Chicago - Broadway)
- 2015 - 2017 Dear Evan Hansen als Evan Hansen (Washington DC - Off-Broadway - Broadway)
- 2022 - 2023 Parade als Leo Frank (New York City Centre - Broadway)

## Discografie
- 2019 Sing To Me Instead
- 2021 Reverie

## Prijzen en nominaties
| Year | Awards                        | Category                                                                                 | Work                                              | Result    |
| ---- | ----------------------------- | ---------------------------------------------------------------------------------------- | ------------------------------------------------- | --------- |
| 2013 | Teen Choice Awards            | Choice Movie: Male Scene Stealer                                                         | Pitch Perfect                                     | Nominatie |
| 2016 | Drama League Awards           | Distinguished Performance                                                                | Dear Evan Hansen                                  | Nominatie |
| 2016 | Outer Critics Circle Awards   | Best Leading Actor in a Musical                                                          | Dear Evan Hansen                                  | Nominatie |
| 2016 | Obie Awards                   | Distinguished Performance by an Actor                                                    | Dear Evan Hansen                                  | Winnaar   |
| 2017 | Tony Awards                   | Best Actor in a Leading Role in a Musical                                                | Dear Evan Hansen                                  | Winnaar   |
| 2017 | Drama League Awards           | Distinguished Performance                                                                | Dear Evan Hansen                                  | Winnaar   |
| 2017 | Lucille Lortel Awards         | Outstanding Lead Actor in a Musical                                                      | Dear Evan Hansen                                  | Winnaar   |
| 2017 | Broadway.com Audience Awards  | Favorite Leading Actor in a Musical                                                      | Dear Evan Hansen                                  | Winnaar   |
| 2017 | Broadway.com Audience Awards  | Favorite Onstage Pair                                                                    | Dear Evan Hansen                                  | Winnaar   |
| 2018 | Grammy Awards                 | Best Musical Theater Album                                                               | Dear Evan Hansen                                  | Winnaar   |
| 2018 | Daytime Emmy Awards           | Outstanding Musical Performance in a Daytime Program (with the cast of Dear Evan Hansen) | "You Will Be Found" (optreden bij The Today Show) | Winnaar   |
| 2020 | Golden Globe Awards           | Best Actor – Television Series Musical or Comedy                                         | The Politician                                    | Nominatie |
| 2020 | Hasty Pudding Man of the Year | Hasty Pudding Man of the Year                                                            | —                                                 | Winnaar   |
| 2021 | Golden Raspberry Awards       | Worst Actor                                                                              | Dear Evan Hansen                                  | Nominatie |
| 2021 | Golden Raspberry Awards       | Worst Screen Combo                                                                       | Dear Evan Hansen                                  | Nominatie |
| 2023 | Tony Awards                   | Best Actor in a Leading Role in a Musical                                                | Parade                                            | Nominatie |
| 2024 | Grammy Awards                 | Best Musical Theater Album                                                               | Parade                                            | Nominatie |
| 2024 | Independent Spirit Awards     | Best First Screenplay                                                                    | Theater Camp                                      | Nominatie |